# バレーボールベルギー女子代表
バレーボールベルギー女子代表（バレーボールベルギー じょしだいひょう）は、バレーボールの国際大会で編成されるベルギーの女子バレーボールナショナルチームである。

## 歴史
1947年に国際バレーボール連盟へ加盟。オリンピックの出場経験はなく、1956年世界選手権、1978年世界選手権に出場した。欧州選手権は2007年に自国開催で20年ぶりに出場し7位と健闘した。
2006年世界選手権欧州予選では1次リーグからのエントリー（主な強豪国は3次リーグから出場）だったが、3次リーグまで進出した。2007年に自国開催したヨーロッパ選手権で7位と躍進した。2010年世界選手権欧州予選は3次リーグ・グループJ 3位で敗退した。
2013年のヨーロッパリーグで準優勝し、来年のFIVBワールドグランプリの出場権を獲得した。同年9月にドイツで開催されたヨーロッパ選手権にて強豪イタリア、セルビアらを下し初の銅メダルを獲得した。
2014年、初出場したワールドグランプリでグループ2を制覇し、ファイナルラウンドへ進出した。同年にイタリアで行われた世界選手権には36年ぶりに出場し11位となった。

## 過去の成績

### オリンピックの成績
- 出場なし

### 世界選手権の成績
| - 1952年 - 不参加 - 1956年 - 13位 - 1960年 - 不出場 - 1962年 - 不出場 - 1967年 - 不出場 - 1970年 - 不出場 - 1974年 - 不出場 | - 1978年 - 22位 - 1982年 - 不出場 - 1986年 - 不出場 - 1990年 - 不出場 - 1994年 - 不出場 - 1998年 - 欧州予選敗退 - 2002年 - 不出場 | - 2006年 - 欧州予選敗退 - 2010年 - 欧州予選敗退 - 2014年 - 11位 - 2018年 - 欧州予選敗退 - 2022年 - 9位 |

### 欧州選手権の成績
| - 1967年 - 14位 - 1975年 - 12位 - 1979年 - 12位 - 1987年 - 12位 - 2007年 - 7位 - 2009年 - 11位 - 2013年 - 3位 | - 2015年 - 6位 - 2017年 - 14位 - 2019年 - 9位 - 2021年 - 13位 - 2023年 - 15位 |

## 現在の代表
2018年FIVBバレーボールネーションズリーグに登録されたメンバー。
| 監督 | ヘルト・ファンデブルック       | ヘルト・ファンデブルック | ヘルト・ファンデブルック | ヘルト・ファンデブルック | ヘルト・ファンデブルック | ヘルト・ファンデブルック |
| No.  | 選手名                         | シャツネーム             | 身長                     | 所属                     | P                        | 備考                     |
| 1    | リサ・ネイト                   | Neyt                     | 175                      | VDK Gent Dames           | L                        |                          |
| 2    | エリーセ・ファンサス           | Van Sas                  | 188                      | VC Oudegem               | S                        |                          |
| 3    | ブリット・ヘルボッツ           | Herbots                  | 182                      | ASPTT Mulhouse           | WS                       |                          |
| 4    | ナタリー・レメンス             | Lemmens                  | 193                      | Asterix AVO Beveren      | MB                       |                          |
| 6    | ローラ・フラモン               | Flament                  | 182                      | VDK Gent Dames           | WS                       |                          |
| 7    | セリーヌ・ファンヘステル       | Van Gestel               | 183                      | Asterix AVO Beveren      | WS                       |                          |
| 8    | カヤ・フロベルナ               | Grobelna                 | 189                      | Grot Budowlani Lodz      | OP                       |                          |
| 11   | イーリス・ファンデビーレ       | Vandewiele               | 189                      | VDK Gent Dames           | MB                       |                          |
| 12   | ドミニカ・ストルミロ           | Strumilo                 | 186                      | ドレスナーSC             | WS                       |                          |
| 13   | マルリース・ヤンセンス         | Janssens                 | 193                      | Asterix AVO Beveren      | MB                       |                          |
| 14   | ロッテ・ファンデンドリーシェ   | Vandendriessche          | 197                      | VC Oudegem               | WS                       |                          |
| 16   | カロリナ・ホリアット           | Goliat                   | 190                      | Saint-Raphael VAR        | OP                       |                          |
| 17   | イルカ・ファンデフェイフェル   | Van De Vijver            | 179                      | Vilsbiburg               | S                        | キャプテン               |
| 18   | オリアン・ムーラン             | Moulin                   | 181                      | Tchalou Volley           | S                        |                          |
| 19   | シルケ・ファンアーフェルマート | Van Avermaet             | 192                      | Asterix AVO Beveren      | MB                       |                          |
| 20   | ジョディ・ホイリアムス         | Guilliams                | 180                      | Asterix AVO Beveren      | WS                       |                          |
| 21   | マノン・ストラヒール           | Stragier                 | 182                      | Richa Michelbeke         | WS                       |                          |
| 22   | アナ・ファンケンボルフ         | Valkenborg               | 174                      | Datovoc Tongeren         | L                        |                          |
| 23   | ビーケ・キント                 | Kindt                    | 191                      | VC Oudegem               | MB                       |                          |
| 25   | ブリット・ランペルベルフ       | Rampelberg               | 165                      | Topsportschool Vilvoorde | L                        |                          |
| 28   | ララ・ナヘルス                 | Nagels                   | 180                      | VC Oudegem               | S                        |                          |

## 歴代代表選手
- リエスベット・ヴァインデヴォーゲル
- リセ・ファンヘッケ
- フレヤ・アールブレヒト
- バレリー・クルトワ
- フラウケ・ディリックス
- シャルロット・レイス
- アンヒー・ブラント
- ヤスミーン・ビーバウ
- シャーロット・クレニッキー